# ديان فون فورستنبرغ
ديان فون فورستنبرغ (بالفرنسية: Diane von Fürstenberg)‏ في ما مضى سابقا الأميرة ديان من فورستنبرغ.(ولدت;ديان سيمون ميشيل هالفين في 31 ديسمبر 1946)، مصممة أزياء بلجيكية أميركية ولدت في «بلجيكا»، واشتهرت بفساتينها المبدعة المبطنة. أصبحت في البداية مشهورة عندما تزوجت في البيت الأميري الألماني «لفورستنبرغ»، وبالتالي أصبحت زوجة الأمير «ايغون فورستنبرغ». بعد طلاقهما في العام 1972، واصلت استخدام اسم عائلته، على الرغم من أنه لم يعد يحق لها استخدام لقب الأميرة بعد طلاقها وزواجها مرة ثانية في العام 2001.
أعادت إطلاق شركة الأزياء الخاصة بها، «ديان فون فورستنبرغ»(DVF)، في العام 1997، مع إعادة تقديم مجموعة فساتينها المبطنة الشهيرة. تشكل الشركة الآن علامة تجارية عالمية لنمط حياة فاخرة تقدم أربع مجموعات كاملة كل عام. DvF متوفرة في أكثر من 70 بلدًا و 45 محلًا عالمياً قائمًا بذاته. يقع المقر الرئيسي للشركة والبوتيك الفاخر في «ميتبكنغ دستركت» في «مانهاتن».

## روابط خارجية
- ديان فون فورستنبرغ على موقع IMDb (الإنجليزية)
- ديان فون فورستنبرغ على موقع الموسوعة البريطانية (الإنجليزية)
- ديان فون فورستنبرغ على موقع مونزينجر (الألمانية)
- ديان فون فورستنبرغ على موقع إن إن دي بي (الإنجليزية)
- ديان فون فورستنبرغ على موقع قاعدة بيانات الفيلم (الإنجليزية)